# Kambly

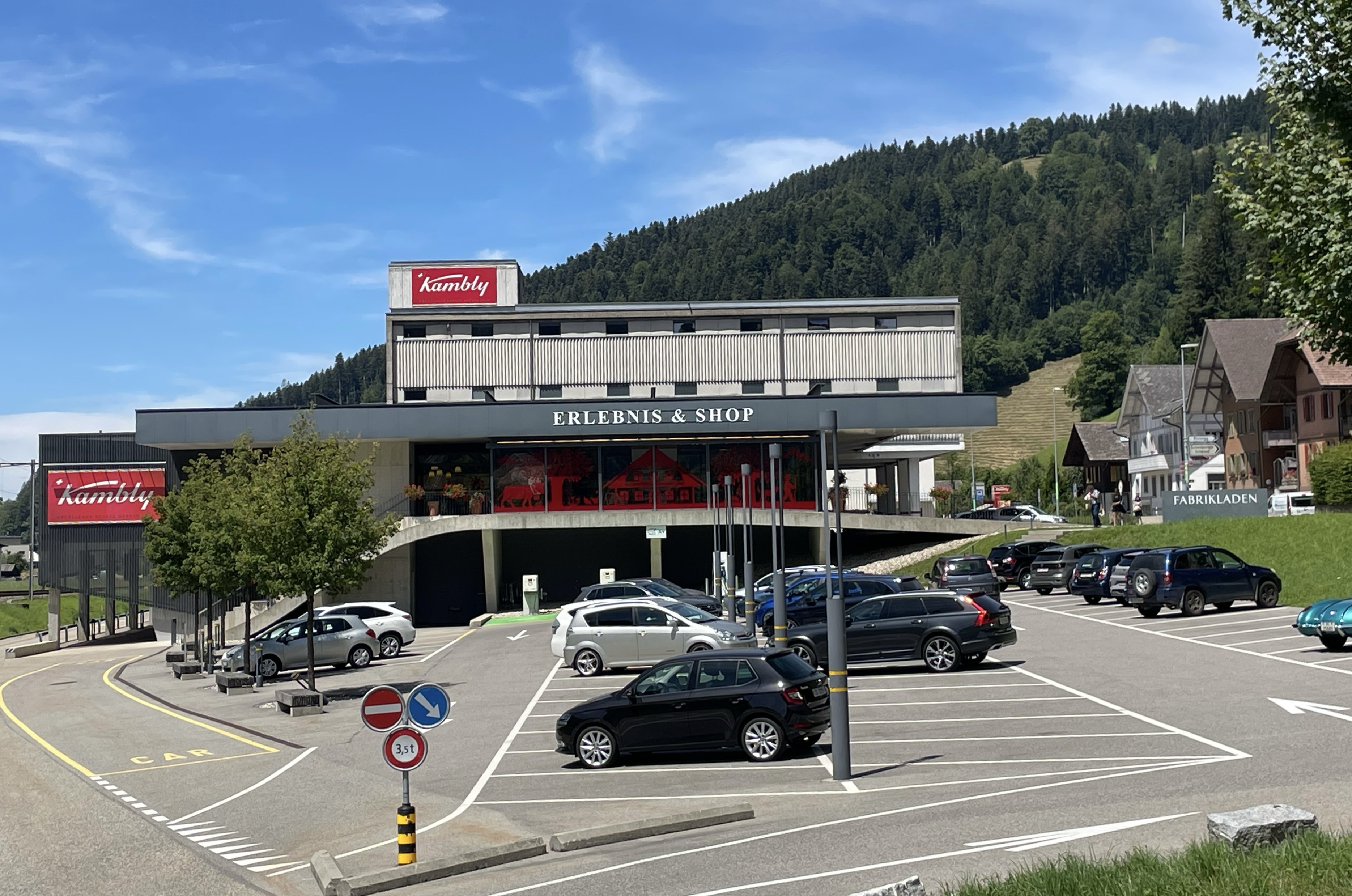

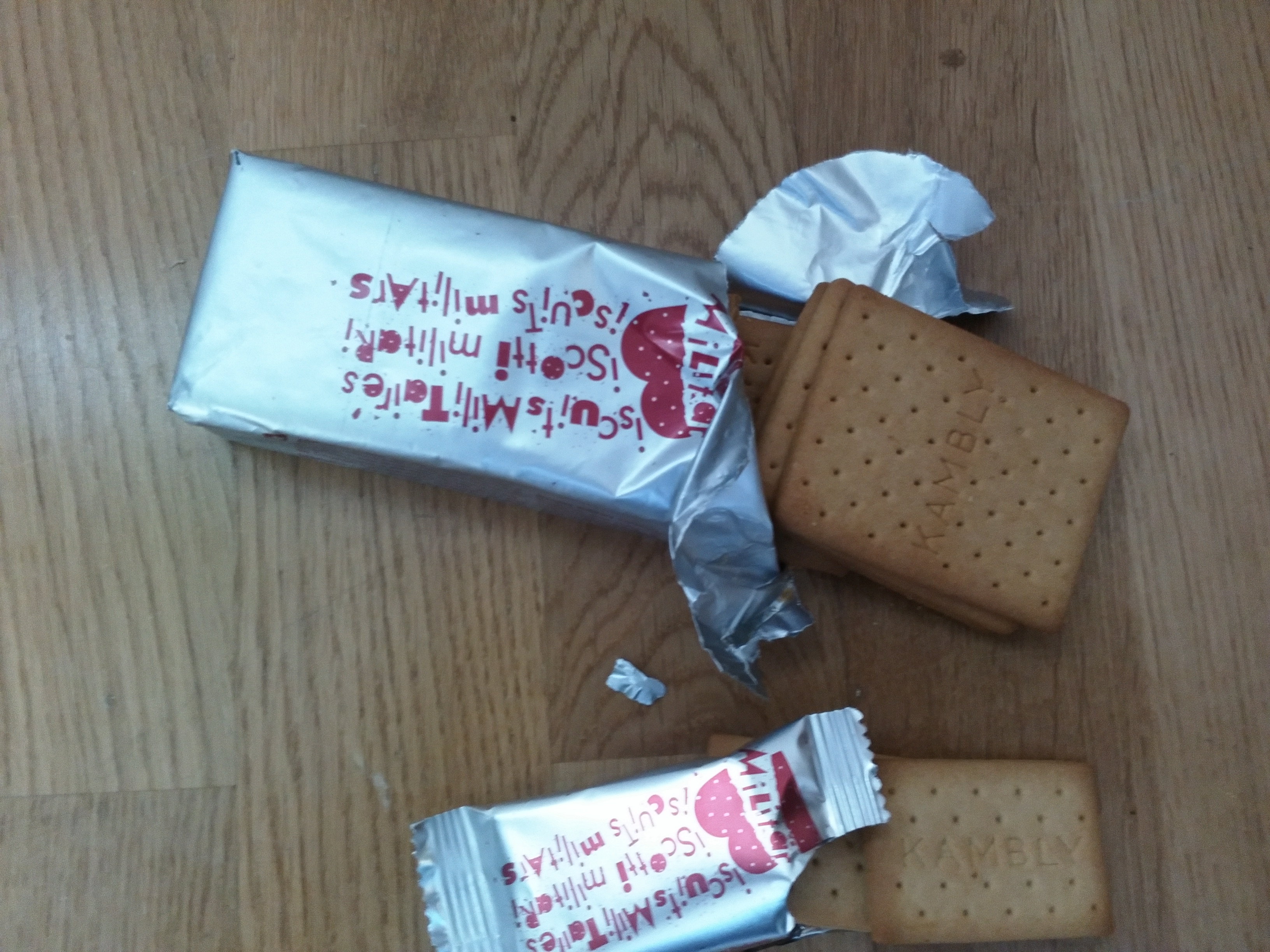
Biscuit militaire de l'Armée suisse, emballage ouvert

Kambly est une biscuiterie industrielle suisse située à Trubschachen, dans le canton de Berne, en Suisse.

## Histoire
L'entreprise a été fondée en 1910 par Oscar Robert Kambly. À partir d'une recette de sa grand-mère, il fabrique une sorte de bricelet : l'Emmentaler bretzeli. En 1910, son usine emploie vingt ouvriers.
En 1999, elle a repris la marque Arni, basée à Lyss.
L'entreprise est une société anonyme depuis 1953 et reste toujours dirigée par la famille Kambly. Il s'agit du premier fabricant et exportateur suisse de biscuits. En 2004, l'entreprise a réalisé un chiffre d'affaires de 155,8 millions de CHF. Elle emploie 440 collaborateurs.
L'entreprise produit le biscuit militaire de l'Armée suisse.